# 電子楽器

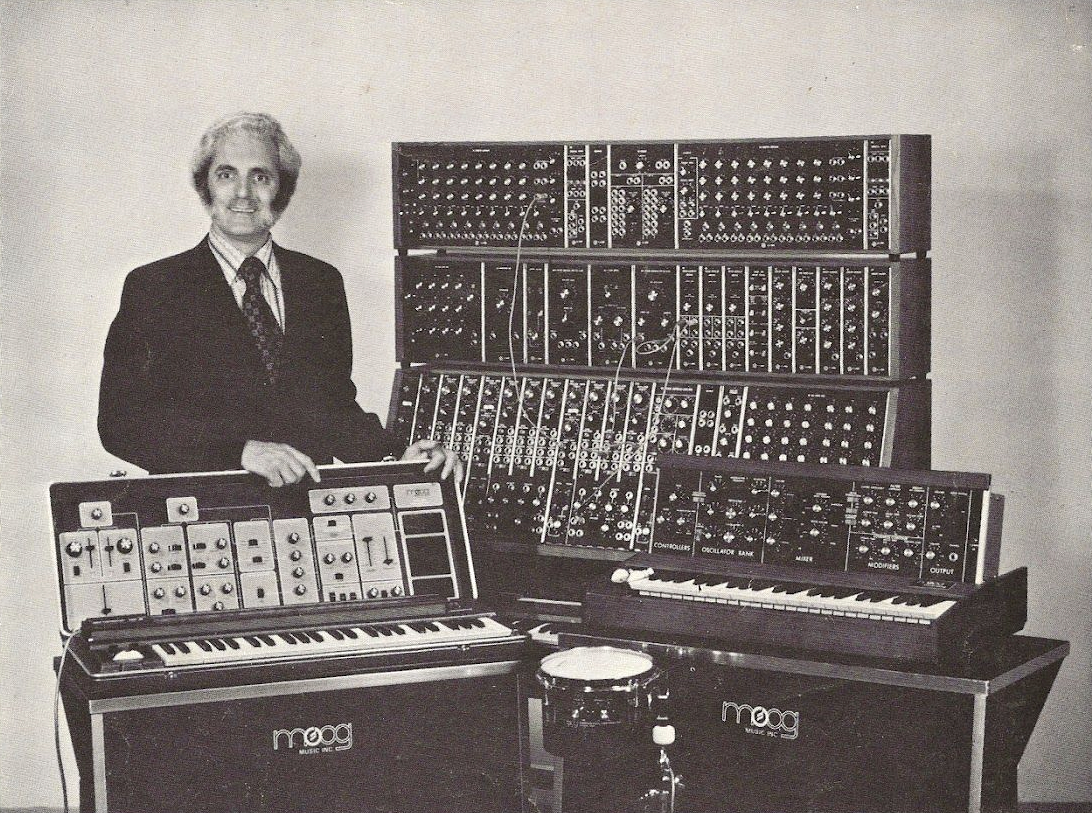
モーグ・シンセサイザーを開発したロバート・モーグ

電子楽器（でんしがっき、英: electronic instrument）とは、真空管やトランジスタの電気発振をもとに音をつくる楽器の総称。音源に機械的な振動部分を持たず、電子回路による発振音を用いる楽器。

## 概要
電子回路で音をつくる楽器であり、電子回路で音の波形を作り出し、音の3要素である音程・音量・音色を制御することができる。
一般に、電子楽器にはエレキギターやエレキベースなど従来の楽器と同じ原理で生じる振動（物体的な振動）を電気的に処理する楽器は含まない。
電子楽器が音色を得る方式としては周期パルス列をフィルタリングすることで音色を得る減算方式、オルガンのように正弦波により倍音を合成する加算方式、FM音源などに代表される変調方式、録音した波形などをメモリに蓄えておき音程ごと再生するPCM音源など幾つかの方式がある。
PCM音源の登場で、ありとあらゆる音が楽器に出来るようになった。PCM音源における電子的なメモリの増加は、飛躍的に音色の質を向上させ、多種多様な音色の作成を可能にした。

## 歴史
前史　電気楽器（電子楽器以前）
1748年のプロコプ・ディヴィシュによる電磁石を使用したデニスドールの発明を端緒として、1759年にはClavecin Électrique、1785年にClavecin Magnetique、1867年にElectromechanical Piano、1876年にMusical Telegraphが発明された。
ここあたりまでは通常、電気楽器として扱われる。
電子楽器の始まり
下では電気楽器でもあり電子楽器でもあるような曖昧なもの、黎明期の電子楽器も含めて解説してゆく。
1897年に発明されたテルハーモニウム(Telharmonium)は、基本は電気楽器ではあるが、電子楽器を予示する性質を備えている。『日本大百科全書』では「世界最初の電子楽器」としており、音を電気的に得ることに関する多くの問題を解決し、「今日の電子楽器の基本的要素はほぼすべて盛り込んだ画期的なものであった」としている、が、総重量200トンという巨大なもので、商業的には失敗した。
1899年にはSinging Arcが発明された。
1915年にリー・ド・フォレストはアメリカ合衆国特許第 1,543,990号を出願した。これはテルミン（テレミン）よりも数年早いものであり、「世界初の電子楽器」とされる。
1920年（あるいは1919年）にはソ連の音響物理学者レフ・テルミン（レフ・テレミン）によって電子楽器として有名なテルミン（テレミン）が発明され、アメリカに紹介され、数人の音楽家がこれのために作曲するなど、一定の成功をおさめた。
その他の電子楽器の発明も紹介すると、1916年にOptophonic Piano、1918年にSynthetic Tone、1921年にElectrophon、Hugoniot Organ、1923年にStaccatone、1924年にSphäraphon、1925年にRadio Harmonium、1926年にPianorad、Keyboard Electric Harmonium、Kurbelsphärophon、1927年にDynaphone、Cellulophone、Clavier à Lampes、Electronde、Robb Wave Organ、Superpiano、Neo Violenaが発明された。
1928年にはフランス人のモーリス・マルトノによってオンド・マルトノが発明され、これはチェンバロに似ていて5オクターブの鍵盤があり、鍵盤の手前にはグリッサンド用のリボンがある楽器で、テルミンより成功をおさめ、この楽器のために作曲した作曲家は多く、有名なところではオネゲル、メシアン、ジョリベなどがいる。
同1928年にKlaviatursphäraphon、1929年にOrgue des Ondes、Croix Sonore、Hellertion & Heliophonが発明された。
そして1930年代にはドイツのフリードリヒ・トラウトバイン（de:Friedrich Trautwein）がトラウトニウム（en:Trautonium）を発明し、これは成功し、1950年代までこの楽器を用いた曲が作曲され続けた。
電子オルガンが発明され、アナログシンセサイザーが発明され、デジタルシンセサイザーが開発された。
シンセサイザーは1990年代までは音源として専用のカスタムICを使用したハードウェア・シンセサイザーが主流だったが、2000年代後半からはPCの性能向上によりソフトウェア・シンセサイザーが主流になっていった。

## 種類、分類
- 電子オルガン
  - エレクトーン（商標）
  - ドリマトーン（商標）
  - テクニトーン（商標）
  - ビクトロン（商標）
  - ハモンドオルガン（本来は電気楽器：商標）
  - ミュージック・アトリエ（商標）
- 電子ピアノ
- シンセサイザー
  - アナログシンセサイザー（単にメーカーの違いではなく、独特のキャラクタを持つ）
    - モーグ・シンセサイザー
    - アープ

  - デジタルシンセサイザー
  - ミュージックワークステーション
  - シンセベース
  - ギターシンセサイザー
  - ウインドシンセサイザー（ブレス・コントローラ）
    - リリコン（商標）
    - EWI（エレクトロニック・ウインド・インストゥルメント：商標）
    - WX（ウィンドMIDIコントローラー：商標）
- サンプラー
- ドラムマシン
- ミュージックシーケンサー
- テルミン
- オンド・マルトノ
- キーボード（鍵盤）
- 音源モジュール（トーン・ジェネレータ）
- ボーカロイド(YAMAHA)
- ケロミン(有限会社トゥロッシュ)
- オタマトーン (明和電機)

## 電子楽器のメーカー
- AKAI professional
- イーミュ（E-mu ）
- 河合楽器製作所
- コルグ
- カーツウェル（Kurzweil ）
- オーバーハイム
- ローランド
- ヤマハ
- カシオ計算機
- 有限会社トゥロッシュ 　ケロミンのメーカー